# BD+48 740
Désignations
BD+48 740 est une étoile géante rouge située dans la constellation de Persée. Elle est distante d'environ ∼ 2 210 a.l. (∼ 678 pc) de la Terre. Elle possède l'exoplanète BD+48 740 b.

## Particularités

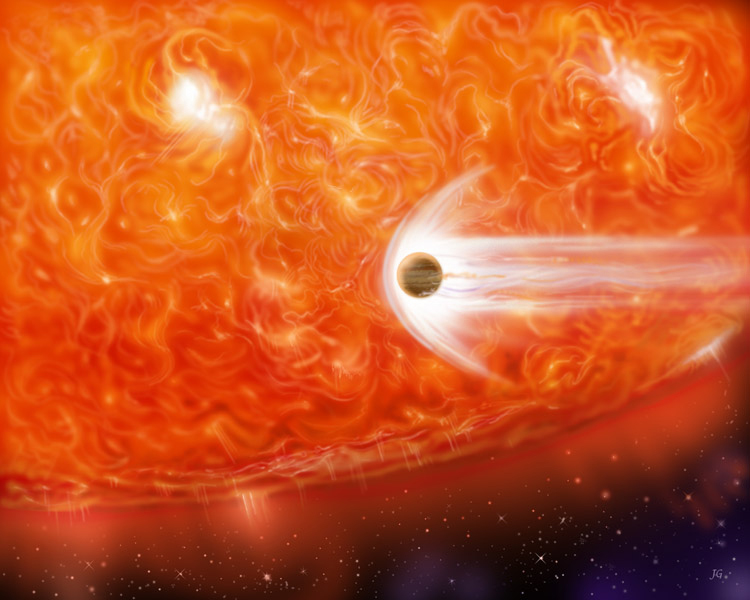
Absorption d'une planète gazeuse par son étoile. Vue d'artiste. NASA

La première particularité de l'étoile BD+48 740 est d'avoir une quantité importante de lithium dans sa composition.
La seconde, c'est de posséder une planète BD+48 740 b de 1,6 fois la masse de Jupiter, dont l'orbite, bien que proche de l'étoile, est très excentrique et instable.
Pour expliquer ces caractéristiques, une équipe de chercheurs composée de Adamów, Niedzielski, Villaver, Nowak, et Wolszczan, a suivi et analysé l’étoile en utilisant le Télescope Hobby-Eberly. Ils ont émis l'hypothèse qu'une autre exoplanète aurait été absorbée et détruite par l'étoile, ce qui lui aurait apporté le surplus de lithium et aurait perturbé l'orbite de BD+48 740 b.

## Système planétaire
| Planète | Masse (MJ) | Période orbitale (en jours) | Axe semi-majeur (ua) | excentricité |
| ------- | ---------- | --------------------------- | -------------------- | ------------ |
| b       | 1,6        | 771                         | 1.89                 | 0.67 ± 0.17  |